# Schlinghai
Der Schlinghai (Centrophorus granulosus) oder Raue Dornhai gehört zur Ordnung der Dornhaiartigen (Squaliformes) und zur Familie der Centrophoridae.

## Körperbau
Schlinghaie werden maximal 1,60 Meter lang. Sie sind von graubrauner Farbe, die Unterseite ist hell, die Augen grün. Vor den beiden Rückenflossen sitzen Dornen. Wie fast allen Arten der Squalomorphii fehlt ihnen die Afterflosse.
Die Zähne der Oberkiefers sind klein mit einer Spitze, die des Unterkiefers größer, die Spitze ist schräg, die Kanten sind gesägt.

## Verhalten
Die Haie leben einzeln oder in größeren, nach Größen und vielleicht nach Geschlechtern getrennten Schwärmen. 

## Verbreitung

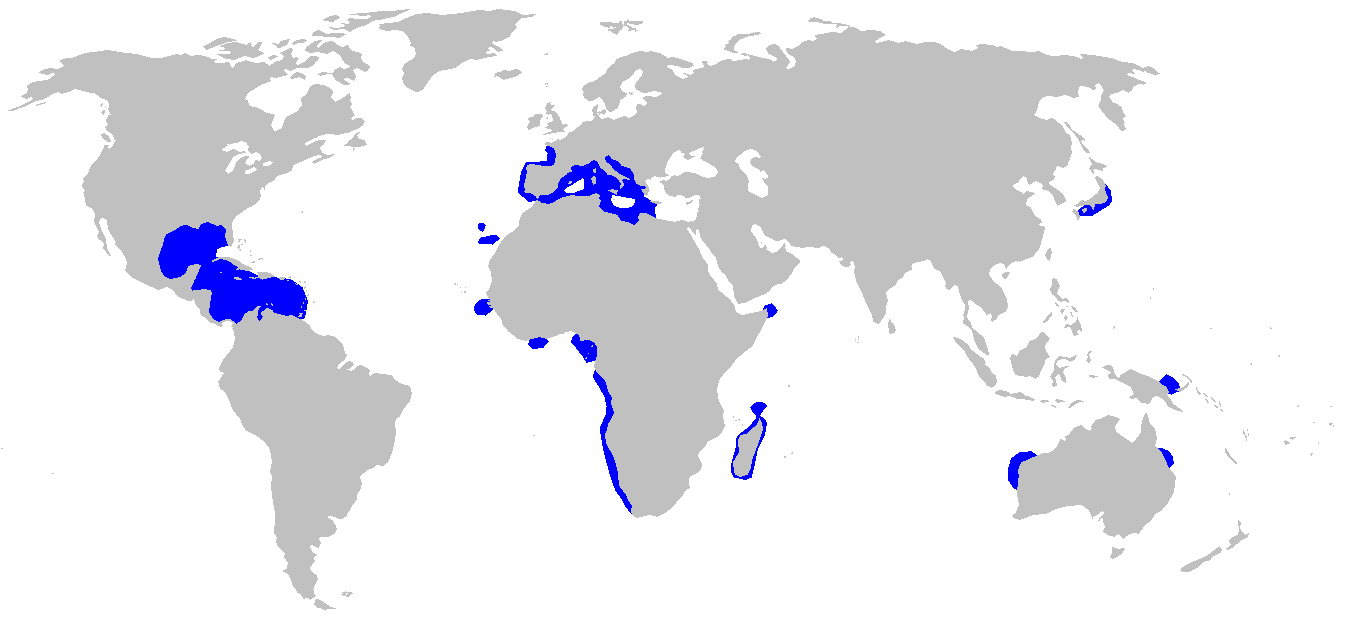
Verbreitungsgebiete des Schlinghais

Der Schlinghai lebt weltweit im Atlantik, im Pazifik, im Indischen Ozean und im gesamten Mittelmeer. Schlinghaie halten sich bevorzugt am Meeresboden der Kontinentalhänge in Tiefen von 100 bis 1400 Metern auf.

## Nahrungsweise
Knochenfische, kleinere Knorpelfische, Krebstiere, Kopffüßer und Aas werden von den Tieren gefressen.

## Fortpflanzung
Schlinghaie sind lebendgebärend. Sie bekommen pro Wurf ein Junges.